# Semenki (rejon barski)
Semenki (ukr. Семенки) – wieś na Ukrainie, w obwodzie winnickim, w rejonie barskim, nad Bohem.
W czasach Rzeczypospolitej wieś leżała w województwie podolskim. Odpadła od Polski w wyniku II rozbioru.